# Les Prophéties
Las Prophéties ( Las profecías ) es una colección de profecías del médico francés Nostradamus, cuya primera edición apareció en el año 1555 por la editorial Macé Bonhomme. Su obra más famosa es una recopilación de poemas, quatrains, unidos en diez conjuntos de versos ("Siglos") de 100 cuartetos cada uno.
La primera edición incluyó tres siglos enteros y 53 cuartetos. El libro comienza con un prefacio, en forma de mensaje a su hijo César, seguido de los mismos Siglos. La segunda edición se publicó el mismo año y presenta pequeñas diferencias con respecto a la primera.
La tercera edición se publicó en 1557 e incluía el texto completo de la edición anterior, complementado con tres siglos más. La cuarta edición se publicó dos años después de la muerte del autor, en 1568. Es la primera edición que incluye los diez siglos, así como un segundo prefacio, la Carta al rey Enrique II. Sin embargo, los cuartetos 55 a 100 del siglo VII nunca se completaron.
La primera edición inglesa titulada The True Prophecies or Prognostications of Michael Nostradamus, Physician to Henry II. Francisco II. y Carlos IX. Reyes de Francia, fue publicado en Londres por Thomas Ratcliffe y Nathaniel, en el año 1672.
Las predicciones no siguen la coherencia cronológica y fueron escritas combinando francés, griego, latín y occitano. Se cree que contiene anagramas, referencias mitológicas y astrológicas en un lenguaje subjetivo que dificulta la comprensión. Algunos estudiosos afirman que éste fue un recurso utilizado por Nostradamus para evadir la Santa Inquisición, por miedo a ser perseguido por herejía.
La mayoría de los cuartetos tratan de desastres, y Nostradamus ganó notoriedad por la creencia en su capacidad para predecir el futuro.

## Carta al rey Enrique II

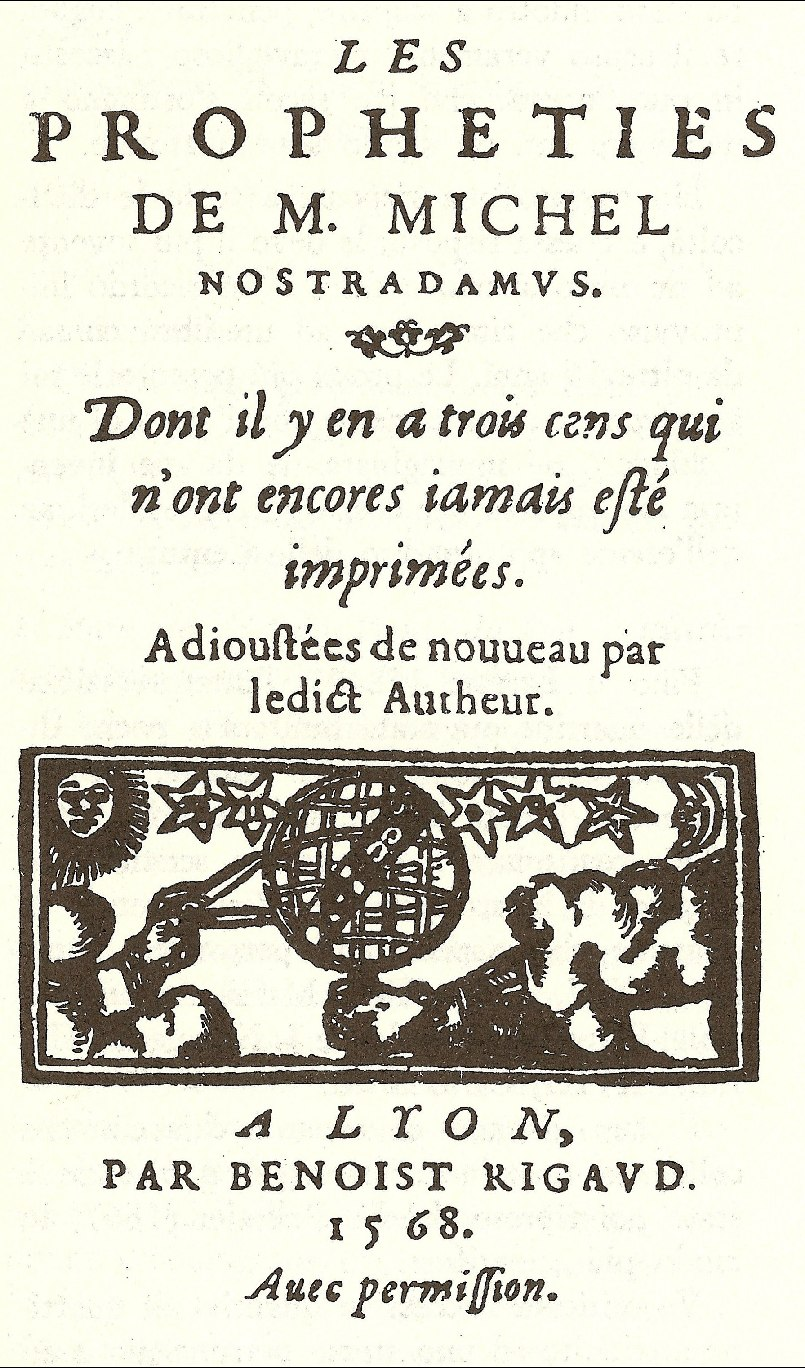
Centurías de Nostradamus 1568

La " Carta abierta al rey Enrique II de Francia " es su prefacio dedicatoria a la edición desaparecida de Las Profetas de 1558, tal y como se reeditó a la edición póstuma de 1568 por Benoist Rigaud. Después de una introducción formal, hace varias afirmaciones sobre las fuentes de su inspiración y enumera muchas profecías crípticas (casi todas sin fecha) que aparentemente poco tienen que ver con las de la obra en sí.
Incluye:
- decadencia y calamidad que amenazan tanto a la Iglesia como a los laicos
- la llegada de los gobernantes franceses que harán temblar a Europa
- la fusión de reinos y la propagación de nuevas leyes
- el enfrentamiento de Inglaterra y una sangrienta invasión de Italia
- nuevas alianzas entre Roma, Europa del Este y España
- la liberación de Sicilia de los alemanes
- la persecución de los árabes por parte de las naciones latinas
- el advenimiento del Anticristo como Redes y sus anfitriones
- ataques de los musulmanes contra el Papa y su Iglesia
- un eclipse de oscuridad sin precedentes
- un gran trasiego de octubre de 73 años y siete meses
- renovación de la Iglesia por una a partir del grado 50 de latitud
- un intento de los pueblos de liberarse que dará lugar a una prisión aún mayor
- el advenimiento del Gran Perro y un Mastí aún mayor
- la reconstrucción de las iglesias y la restauración del sacerdocio
- un nuevo desastre, con líderes y generales torcidos que serán desarmados por un pueblo escéptico
- un nuevo salvador militar y regio que gobierna desde otra "pequeña Mesopotamia "
- la supresión de una antigua tiranía por una conspiración
- un poderoso resurgimiento del Islam, con la cristiandad occidental en decadencia y decadencia
- una persecución sin precedentes de la Iglesia, con dos tercios de la población exterminados por la peste
- desolación del país y del clero, mientras los militares árabes invasores se apoderan de Malta, la Francia mediterránea y las islas de la costa.
- una contrainvasión occidental que rescatará a España de los invasores y perseguirá a los árabes hacia Oriente Medio
- el despoblamiento de Israel, con el Santo Sepulcro convertido en edificios de granja
- terrible retribución infligida a los orientales por los nordistas, cuyas lenguas habrán adquirido una mezcla árabe
- derrota de los líderes orientales y siete años de triunfo de los cristianos del norte
- la persecución de los cristianos hasta 1792, cuando empezará una era totalmente nueva
- una Venecia extremadamente poderosa
- vastas batallas navales en el Adriático, destrucción de muchas ciudades y persecución de la Iglesia y del Papa
- un breve reinado para el Anticristo, con un enorme ejército liberador conducido a Italia por un " Hércules galo".
- grandes riadas que borraron el mismo conocimiento de las letras
- paz universal hacia el comienzo del séptimo milenio después de la creación y restauración del Santo Sepulcro
- una gran conflagración
- restauración del papado
- saqueo del Santo de los Santos por los paganos y destrucción de las escrituras
- el reinado del príncipe del infierno durante 25 años después del Anticristo
- pájaros premonitorios
- una nueva edad de oro de Saturno, la vinculación de Satanás durante mil años, y la paz y la armonía universales, con la Iglesia finalmente triunfante

La carta también incluye dos fechas distintas para la creación del mundo.